# Jánosi Miklós
Jánosi Miklós, Jánossi (Csíkmindszent, 1700. szeptember 27. – Nagyszeben, 1741. március 19.) bölcseleti doktor, Jézus-társasági áldozópap és tanár.

## Élete
1718. október 15-én lépett a rendbe; 1730-31-ben teológiát tanult Bécsben; 1733-ban Besztercebányán próbaévet töltött. 1734-ben Kolozsvárt a matematika tanára volt és hitszónokként működött; 1736-37-ben a bölcseletet tanította; 1739-től az erdélyi püspök tanácsosa volt.

## Munkái
- Natales liberae, regiaeque civitatis Tyrnaviensis calamo poetico descripti et honori neo-baccalaureorum, dum in universitate Tyrnaviensi ... prima AA. LL. et philosophiae laurea condecorarentur, promotore R. P. Josepho Fruewirdt. Tyrnaviae, 1727 (Nagyszombat és környékének tervrajzával)
- Doctrinae Ecclesiae primorum quinque saeculorum. Claudiopoli, 1737
- Trigonometria plana et sphaerica cum selectis ex geometria et astronomia problematibus, sinuum canonibus et propositionibus ex Euclide magis necessariis, Uo. 1737
- Silvae, seu varia elegiarum artificia, diversas temporum praesentiam materias complexa. Honoribus ... neo-baccalaureorum ... Promotore R. P. Nicolao Janossi ... ab illustrissima poesi Claudiopolitana oblata anno 1737, Uo.
- Consultatio quae fides et religio sit capessenda, dum in ... academia Claudiopolitana positiones universae philosophiae publice propugnaret ... Franciscus Gall ... Praeside R. P. Nicolao Janossi ... auditoribus oblata, anno 1738, Uo. (Lessus Atya munkájának új kiadása)
- Saeculum Marianum ... Uo. 1738